# Geschendorf
Geschendorf là một đô thị ở huyện Segeberg, bang Schleswig-Holstein Segeberg, Đức. Đô thị Geschendorf có diện tích 5,7 km², dân số thời điểm ngày 31 tháng 12 năm 2006 là 558 người.